# Anders Hagman
Anders Hagman (ur. 15 czerwca 1972) – szwedzki snowboardzista. Nie startował na igrzyskach olimpijskich. Zajął 44. miejsce w halfpipe’ie na mistrzostwach świata w San Candido. Najlepsze wyniki w Pucharze Świata osiągnął w sezonie 1996/1997, kiedy to zajął 36. miejsce w klasyfikacji generalnej, a w klasyfikacji snowboardcrossu był dziewiąty.
W 1998 r. zakończył karierę.

## Sukcesy

### Mistrzostwa Świata
| Miejsce | Dzień       | Rok  | Miejscowość | Konkurencja | Zwycięzca     |
| ------- | ----------- | ---- | ----------- | ----------- | ------------- |
| 44.     | 24 stycznia | 1997 | San Candido | Halfpipe    | Fabien Rohrer |

### Puchar Świata

#### Miejsca w klasyfikacji generalnej
- 1996/1997 - 36.
- 1997/1998 - 69.

#### Miejsca na podium
1. Mount Bachelor – 9 lutego 1997 (Snowcross) - 3. miejsce
2. Morioka – 19 lutego 1997 (Snowcross) - 2. miejsce